# Герб Свияжского сельского поселения
Герб Свия́жского сельского поселения Зеленодольского муниципального района Республики Татарстан Российской Федерации.
Герб утверждён Решением № 142 Совета депутатов Свижского сельского поселения 16 октября 2009 года.
Герб внесён в Государственный геральдический регистр Российской Федерации под регистрационном номером 5737 и в Государственный геральдический реестр Республики Татарстан под № 126.

## Описание герба
«В лазоревом поле на волнистой оконечности того же цвета, обременённой плывущими в ней пятью серебряными, с червлёными плавниками, окунями (справа налево — два, два и один) — вписанная череда золотых ладей без числа, обращённых вправо и сдвинутых так, что видны лишь носы, и стоящая на них золотая же бревенчатая крепость о трёх воротах, с кровлей на стенах и с задней стеной, видимой над передней; внутри крепости видны два дома того же металла под видимыми сбоку двускатными крышами».

## Описание символики герба

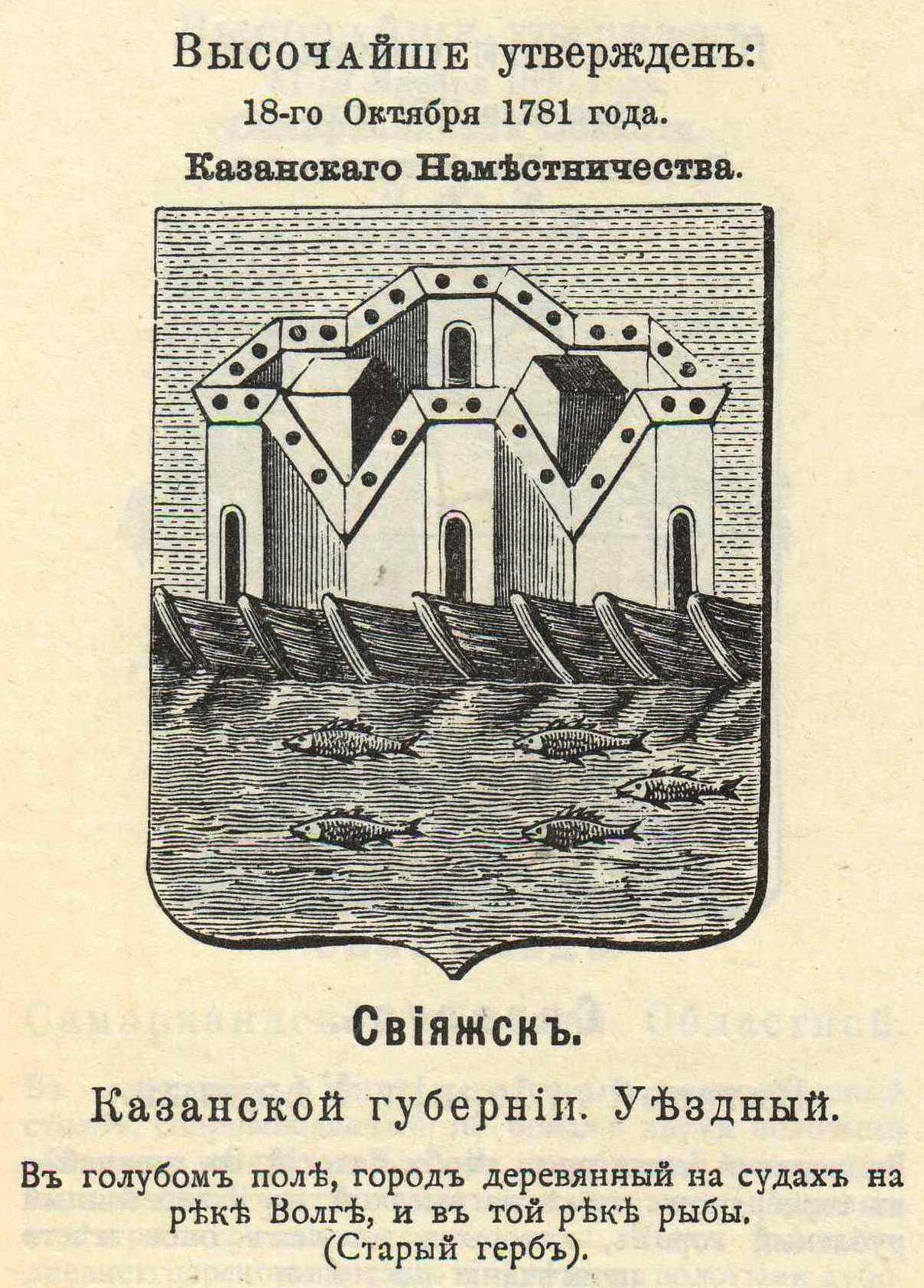
Герб Свияжска (1781 года) в гербовнике П. П. Виклера

Герб Свияжского сельского поселения разработан на основе исторического герба города Свияжска Казанского наместничества, Высочайше утверждённого 18 октября 1781 года (по старому стилю).
Подлинное описание исторического герба гласит:

« В голубом поле, город деревянный на судах на реке Волге, и в той реке рыбы. (Старый герб)».
Композиция герба отражает историю появления города Свияжска, начавшуюся со строительства крепости в 1551 году. История Свияжска уникальна в истории российского градостроительства. Зимой 1550 года в Угличских лесах была целиком срублена крепость: со стенами, башнями, домами и церквями. Затем в разобранном виде на судах по Волге размеченные бревна доставили и заново собрали на высоком холме при устье реки Свияги: «везущи с собой готовы град деревян… того же лета нов, хитр сотворен».
Рыбы в гербе символизируют основное занятие местных жителей — рыбную ловлю.
Восстановление исторического герба показывает местных жителей как людей, заботящихся о своей истории и культуре и чтящих память своих предков.
Золото — символ богатства, стабильности, уважения, интеллекта.
Голубой цвет — символ чести, благородства, духовности, возвышенных устремлений; цвет водных просторов и бескрайнего неба.
Серебро — символ чистоты, совершенства, мира и взаимопонимания.
Красный цвет — символ мужества, силы, красоты, труда и праздника.

## История герба
Крепость Свияжск была основана в 1551 году по велению Ивана Грозного.
В 1719 году город становится центром Свияжской провинции Казанской губернии.

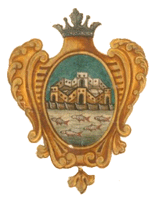
Герб Свияжского полка (1730 год)

В 1730 году были утверждены знамёна нового образца полкам Российской армии с государственными и городскими гербами. Рисунки для знамён были созданы под руководством генерала Б. К. Миниха художником А. Барановым и внесены в Знаменный гербовник.
Герб на Знамени Свияжского гарнизонного полка (1727—1764) имел следующее описание: «Новый город деревянный на судах, на реке Волге, в ней рыба, поле лазоревое».
В 1775 году по заданию Военной коллегии под руководством герольдмейстера М. М. Щербатова был составлен новый Знаменный гербовник, впоследствии получивший название «гербовник Щербатова».
Герб Свияжска для знамени Свияжского полка в новом гербовнике описывался следующим образом: «Подобный утверждённому в 1731 году: на голубом поле деревянный, укреплённый город, и, подле него, стоящие на воде суда и плавающие рыбы»
В 1781 году Свияжск получил статус уездного города Свияжского уезда Казанского наместничества.
18 октября 1781 года императрицей Екатериной II вместе с другими гербами городов Казанского наместничества был Высочайше утверждён герб Свияска (ПСЗРИ, 1781, Закон № 15260).
Подлинное описание герба Свияжска гласило:

"XIII. Свіяжскій-Старой.
«Город Свіяжск имѣетъ старой гербъ: Въ голубомъ полѣ городъ деревянной на судахъ на рѣкѣ Волгѣ, и въ той рѣкѣ рыбы».
В верхней части щита — герб Казанского наместничества: «Змий чёрный, под короною золотою Казанскою, крылья красные, поле белое».

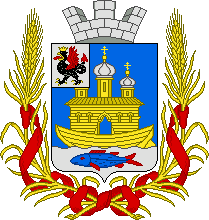
Проект герба Свияжска (1859 год)

В 1859 году, в период геральдической реформы Кёне, был разработан проект нового герба уездного города Свияжска (официально не утверждён):
«В лазоревом щите золотое судно, на котором золотая деревянная стена с открытыми воротами, за которой три церковные серебряные главы с крестами. В серебряной волнообразной оконечности червлёная рыба. В вольной части герб Казанской губернии. Щит увенчан серебряной стенчатой короной и окружён золотыми колосьями, соединёнными Александровской лентой».
1 февраля 1932 года город Свияжск был преобразован в сельский населённый пункт.
В 1957 году в результате наполнения Куйбышевского водохранилища Свияжск оказался на острове.
В советский период исторический герб Свияжска не использовался.
16 октября 2009 года был утверждён герб Свияжского сельского поселения за основу которого был взят исторический герб Свияжска (1781 года).
Реконструкция герба произведена авторской группой Геральдического совета при Президенте Республики Татарстан совместно с Союзом геральдистов России в составе:
Рамиль Хайрутдинов (Казань), Радик Салихов (Казань), Ильнур Миннуллин (Казань), Григорий Бушканец (Казань), Михаил Медведев (Санкт-Петербург), Константин Мочёнов (Химки), Кирилл Переходенко (Конаково), Ольга Салова (Москва).